# The Devil's Dictionary
The Devil's Dictionary (Het woordenboek van de Duivel), gepubliceerd in 1911, is het bekendste werk van de Amerikaanse journalist en schrijver Ambrose Bierce en bevat vele scherpe aforismen in de vorm van lemmata uit een woordenboek.

## Oorsprong
De oorsprong van het werk kan worden getraceerd tot de satirische pagina Town Crier uit 1850 en de Newsletter, een financiële publicatie uit San Francisco, waarvan Bierce redacteur was. Vanwege zijn scherpe pen en zijn absolute gebrek aan respect kreeg Bierce de bijnaam Laughing Devil of San Francisco (Lachende Duivel van San Francisco). Hoewel Bierce naar eigen zeggen zijn woordenboek pas in 1881 begon, stamt het idee uit 1869 toen Bierce onvoldoende kopij, maar wel een nieuwe uitgave van Websters Unabridged Dictionary (het Amerikaanse equivalent van de Dikke van Dale) had. Bierce stelde toen voor een komisch woordenboek te beginnen. In 1881 verscheen de eerste column van Bierce onder de naam The Devil's Dictionary in een publicatie genaam Wasp, en tot 1886 verschenen 88 afleveringen van 15 tot 20 definities, elk afgewisseld door satirische of absurde gedichten.
In 1906 werden de columns van Bierce voor het eerst gebundeld onder de naam The Cynics Word Book, een wat laffe titel die Bierce toeschreef aan religieuze scrupules van zijn uitgever. Pas in 1911 verschenen zijn bijdragen voor het eerst in boekvorm onder de huidige titel in deel 7 van de Verzamelde werken van Ambrose Bierce.

## Vorm
Zoals de titel al zegt, is The Devil's Dictionary opgezet als een woordenboek, maar is hier en daar voorzien van satirische gedichten, voorzien van een schertsnaam, zoals Oglum P. Boomp, of initialen zoals 'G.J.'.
De lemma's zijn in de regel kort en bondig, maar hier en daar wordt uitgebreid met toenmalige beroemdheden (zoals met Heinrich Schliemann en Richard Wagner in het voorbeeld "Frog" hieronder) de draak gestoken. Heel veel lemma's behandelen de religieuze, politieke of burgerlijke hypocrisie, geldzucht en andere ondeugden zoals charlatanerie (voorbeeld "Air" hieronder).
AIR, n.
A nutritious substance supplied by a bountiful providence for the fattening of the poor.— Ambrose Bierce, The Devil's Dictionary.
FROG, n.
A reptile with edible legs. The first mention of frogs in profane literature is in Homer's narrative of the war between them and the mice. Skeptical persons have doubted Homer's authorship of the work, but the learned, ingenious and industrious Dr. Schliemann has set the question forever at rest by uncovering the bones of the slain frogs. One of the forms of moral suasion by which Pharaoh was besought to favor the Israelities was a plague of frogs, but Pharaoh, who liked them fricasees, remarked, with truly oriental stoicism, that he could stand it as long as the frogs and the Jews could; so the programme was changed. The frog is a diligent songster, having a good voice but no ear. The libretto of his favorite opera, as written by Aristophanes, is brief, simple and effective -- "brekekex-koax"; the music is apparently by that eminent composer, Richard Wagner. Horses have a frog in each hoof -- a thoughtful provision of nature, enabling them to shine in a hurdle race.— Ambrose Bierce, The Devil's Dictionary.

## Latere uitgaven en invloed
In 1967 verscheen een uitgebreidere uitgave na onderzoek door Ernest J Hopkins. Deze versie omvatte ook werk dat niet eerder in boekvorm was verschenen, omdat de Verzamelde Werken in Washington werden geredigeerd, terwijl het oorspronkelijke materiaal zich in San Francisco bevond en door de aardbeving in 1906 grotendeels verloren was gegaan. Deze versie breidde het woordenboek met 871 lemmata uit.
Dit bekendste werk van Bierce beleeft nog steeds herdrukken en vermaakt, door de scherpe pen van Bierce en de tijdloosheid van zijn satire, nog steeds mensen. Lemmata uit dit "woordenboek" figureren bijvoorbeeld frequent in de database van het UNIX-programma fortune.
QUOTATION, n.
 The act of repeating erroneously the words of another. The words erroneously repeated.— Ambrose Bierce, The Devil's Dictionary.